# Línea Ponferrada-Villablino
La línea Ponferrada-Villablino es una línea férrea española de vía métrica y carácter minero-industrial, situada en la provincia de León. El trazado históricamente ha enlazado las comarcas de El Bierzo y Laciana a través del valle del río Sil. 
La empresa constructora del ferrocarril, la sociedad Minero Siderúrgica de Ponferrada (MSP), lo explotó hasta 1999, año en que renovó la concesión del mismo por otros 50 años. Al fusionarse MSP con Hullas del Coto Cortés, em 2008, se creó Coto Minero Cantábrico, empresa gestora de la línea hasta 2012, año en que cayó en concurso de acreedores. Hasta 1996 el trazado comunicaba Ponferrada con Villablino, si bien desde ese año únicamente se mantiene desde Cubillos del Sil, habiendo sido levantados los 12 km que separaban la estación de Ponferrada y las inmediaciones de la de Cubillos del Sil.
Abandonada por sus anteriores propietarios, la presión de los municipios consiguió que en 2016 la Junta de Castilla y León comenzara a tramitar la resolución de la concesión para su posterior entrega a los municipios con el fin de explotar el ferrocarril con fines turísticos. La tramitación administrativa está a punto de culminar a mediados de 2020.

## Historia

### Orígenes y planteamiento
Los propietarios de las minas de la cuenca de Villablino habían estudiado la posible construcción de un ferrocarril de vía estrecha desde Ponferrada hasta Palacios del Sil y de un tranvía hasta Villablino. En 1906 el ingeniero José Revilla Haya propuso la construcción de un ferrocarril de 70 kilómetros desde Ponferrada para dar salida a la extraordinaria riqueza carbonera de la cuenca de Villablino. Sin embargo, en un principio ninguno de estos planes llegaron a materializarse.
Durante el transcurso de la Primera Guerra Mundial, dada la necesidad de carbón nacional para paliar el desabastecimiento energético y contener los precios, el ministro de Fomento Francisco Cambó convocó a una reunión en Madrid a los propietarios de las minas con el fin de presentar a las Cortes un proyecto de ley especial para agilizar los trámites de concesión del ferrocarril. La concesión del expediente de expropiación forzosa obliga a que el ferrocarril sea construido en un máximo de 14 meses (con fuertes penalizaciones en caso de incumplimiento) y además de transportar carbón, sea un servicio público de viajeros. No se contemplan ayudas gubernamentales para paliar el desabastecimiento de materiales provocado por la guerra. El 14 de junio de 1918 el ministro de Fomento presentó al Senado el Proyecto de Ley, aprobado por ambas cámaras y sancionado por el Rey Alfonso XIII, se publicó en la Gaceta del 25 de julio, dando comienzo las obras ese mismo día.

### Construcción
La construcción de la línea tuvo diversos problemas, como la epidemia de gripe que hizo disminuir de 4.800 a 1.200 los trabajadores disponibles, o la imposibilidad de utilizar la carretera para transportar los materiales, lo cual obligó a usar la misma plataforma de la vía para la intendencia logística. Con un ritmo de construcción de 600 m diarios de vía, al concluirse el túnel del km 10, la vía estaba ya instalada en toda la línea. Los edificios de las estaciones se hicieron a medida que la vía llegaba a ellas y se podían trasladar los materiales destinados a su construcción. Se perforaron 650 metros de túnel, se excavaron 735.000 m³ de tierra, se construyeron y montaron 10 puentes y se edificaron siete estaciones y ocho apeaderos. Se consiguió construir el ferrocarril en 325 días, batiendo el récord de rapidez de construcción de un ferrocarril en España.

### Explotación
Desde su construcción y puesta en servicio, en 1919, el ferrocarril fue explotado por Minero Siderúrgica de Ponferrada (MSP), transportando carbones propios como de otras explotaciones mineras además de viajeros, mercancías varias en régimen de paquetería y correos. Este servicio dejó de prestarse el 10 de mayo de 1980.
En la década de 1980 también se dejó de transportar carbón de otras empresas y de transbordar carbón a la red de RENFE. 
Durante un tiempo el carbón se bajaba a lavar a Ponferrada y retornaba lavado a Cubillos del Sil para ingresar en el parque de carbones de Compostilla II, con la construcción del lavadero de Villablino y de los talleres de material motor en esta localidad y de material remolcado en Cubillos del Sil, la conexión con Ponferrada dejó de prestar servicio el 18 de julio de 1996.
En 1999 la Junta de Castilla y León renovó la concesión por 50 años a MSP (más tarde CMC). 
Hasta 2012 había trenes con carbón ya lavado desde Villablino y Alinos a Cubillos del Sil, descargando bien en la Central de Endesa o en la propia estación de Cubillos, donde la empresa disponía de un parque propio de carbones de reserva.

### Proyectos de ampliación
En los años posteriores a la Guerra Civil la Diputación provincial de Oviedo proyectó una línea de vía métrica, de 124 kilómetros de longitud, que uniría Villablino con Pravia a través de Cangas del Narcea. Aunque este trazado nunca llegó a ponerse en servicio, llegó a ponerse en marcha su construcción y son visibles restos de las obras entre Cornellana y Pravia. El objetivo de este ferrocarril, que se preveía electrificar desde sus inicios, era conseguir la exportación de carbones de Laciana, Alto Sil, y Alto Narcea por el Puerto de San Esteban de Pravia, conectando con la red del Vasco Asturiano poco antes de la estación de Pravia. El proyecto implicaba dos grandes túneles de 5 kilómetros de longitud cada uno de ellos. El primero entre Caboalles de Arriba y Cerredo, con el fin de salvar la divisoria Sil/Navia, y el segundo entre Degaña y Monasterio de Hermo, para salvar la divisoria Navia/ Narcea.

## Estado actual
Desde octubre de 2012 se encuentra sin servicio y a cargo de la administración concursal de CMC.
Desde finales de 2019 se ha recuperado cierta actividad en el ferrocarril con circulaciones de locomotoras aisladas entre Villablino y Palacios del Sil.

## Servicio de viajeros y correos
El 23 de julio de 1919, fue abierto al servicio público, y realizó su último servicio de viajeros el 10 de mayo de 1980.
Desde el inicio de la explotación existieron dos trenes de viajeros por sentido y día:
- Mixto; con salida temprana de Villablino y llegada a Ponferrada sobre las 9 horas. El inverso partía de Ponferrada, según las épocas, entre las 17 y las 19:30 horas. En algunos libros de itinerarios se le denomina Mercancías Acelerado.

- Correo; en los inicios partía de Ponferrada a primera hora, incluso antes de la llegada del mixto. Con el tiempo fue fijando su hora de salida en el mediodía. El inverso solía salir de la capital lacianiega en torno a las 15:30.

Con el tiempo se añadieron los siguientes:
- Obrero o Jaimito; unía a primera hora Palacios del Sil con Villablino, de donde regresaba a primera hora de la tarde. Este tren continuaba hasta Villaseca para acercar a los mineros y obreros a los tajos. En 1974 circuló por última vez.

- Tranvía; denominado popularmente el Especial, que partía a primera hora de Ponferrada, tras la llegada del Mixto. Y regresaba a eso de las 22 horas tras cruzar en Matarrosa con el Mixto ascendente. Circulaba de mayo a octubre. Circuló entre 1951 y 1970.

La llegada de las locomotoras Krauss supuso un ahorro de en torno a una hora de trayecto, que con las Baldwin era de 3 horas y media para los ascendentes y tres horas para los descendentes.
En 1978 desapareció el Mixto y el 10 de mayo de 1980 el Correo comunicó por última vez el valle del Sil, siendo el último tren regular de viajeros de Europa Occidental con tracción vapor y las tres clases de viajeros.
En su último horario, en vigor desde el verano de 1979, la salida de Ponferrada era a las 12:15, llegando a las 14:30 a Villablino, de donde partía a las 15:48 para rendir viaje en Ponferrada a las 18:03. En su última época era todo un reclamo turístico de la zona con gran afluencia de turistas, entusiastas de la tracción vapor, procedentes de Reino Unido, Francia, Alemania e incluso Japón.

## Dependencias, variantes y ramales

### Dependencias
- Ponferrada: inicio de la línea, a escasa distancia de la Estación del Norte, más tarde RENFE y desde 2005 Adif. El edificio de viajeros de la estación ha sido convertido en Museo del Ferrocarril. Las instalaciones de Ponferrada, de gran extensión, incluían vías de transbordo con la red de vía ancha, lavadero de carbón, fábrica de briquetas, depósito de locomotoras y talleres de material remolcado.

- Columbrianos: apeadero situado en el PK 4,2.

- San Andrés de Montejos: estación construida en la década de 1940 para servir de empalme del Ramal a Compostilla I. Contaba con un edificio de viajeros de una sola planta, a día de hoy únicamente quedan restos de la playa de vías.

- Cubillos-Apeadero: apeadero en servicio hasta la puesta en servicio de la variante del Embalse de Bárcena en 1960, se ubicaba en el PK 10,5 de la traza original.

- Congosto: estación, sita en el PK 13,2 original, también en servicio hasta 1960. Tenía acceso desde la población de Congosto a través de un puente sobre el Sil. Disponía de aguada.

- Cubillos: estación puesta en servicio con la inauguración de la variante del Embalse de Bárcena en octubre de 1960. Situada en la parte alta de la localidad, aumentó su playa de vías al convertirse en estación de enlace con el Ramal a Compostilla II. Hoy día es el punto de origen del ferrocarril y en ella se encuentran un taller de material remolcado, varios hangares de locomotoras y el CTC de la línea.

- Pradilla: apeadero situado en el PK 17,9. Fue puesto en servicio con la variante de 1960. Se comunica con el pueblo que le da nombre a través de un camino, que remonta el valle, de cerca de 2 km de longitud.

- Santa Marina: apeadero situado en el PK 21. En el trazado anterior a 1960 el apeadero de dicha localidad, del que todavía quedan restos, se ubicaba en una cota inferior y en el PK 18,7.

- Toreno: estación situada en el PK 25. Tuvo durante varios años una derivación, de 300 metros de longitud, al cargue de las minas de MSP de Toreno. Se encuentra en el barrio de Torenillo junto a la carretera de Toreno a Bembibre. Conservó las vías de cruce hasta 1998.

- Alinos-Antracitas de Gaiztarro: apartadero, en algunos libros de itinerarios se le denomina Acillona. Servía a las instalaciones de Antracitas de Gaiztarro. Si bien nunca figuró como parada de los trenes de viajeros, estos paraban no oficialmente para acercar o recoger obreros y usuarios del economato de esta empresa. En los últimos años ha sido estación de expedición de trenes lanzadera hacia Cubillos con carbón procedente de las explotaciones de UMINSA, por ello es una de las estaciones operativas de la línea y cuenta con una aguja telemandada desde el CTC de Cubillos. El resto de agujas, como las actuales de Páramo y Palacios, son talonables.

- Matarrosa: estación situada en el PK 33, se construyó, tras ser un apeadero en origen, en la década de 1930 para dar servicio a las minas de la zona y aumentar los puntos de cruce de la línea. Disponía de aguada y durante los últimos años de servicio de viajeros, el Correo ascendente tomaba agua en ella.

- Santa Cruz: apeadero situado en el PK 36 de la línea. Se ubica en el barrio de La Vega, y en su cercanía existieron dos apartaderos para carga de trenes de las empresas Diego Pérez y Antracitas de Fabero.

- Páramo: estación sita en el PK 39,6 de la línea. Su instalación supuso la creación del Barrio de la Estación de Páramo, ya que la población se encuentra a un kilómetro de distancia y a una cota superior. El barrio se ha extendido a lo, largo de la vía férrea y la CL-631 que en esta zona del valle van paralelas. Durante años dispuso de instalaciones de carga de trenes, pues en ella finalizaba una línea de baldes procedente de Tormaleo, en el Concejo asturiano de Ibias. Sigue en uso como estación de cruce de trenes.

- Corbón: apeadero sin andén situado en el Barrio de Cediel, aunque también servía el pueblo que le da nombre, Corbón del Sil, al otro lado del río. Carecía de andenes y los viajeros descendían directamente a la carretera C-631.

- Palacios: estación situada en el PK 51. Su edificio es de una sola planta y se comunica con el pueblo a través de la carretera provincial de Palacios del Sil a Salientes. Es una de las tres estaciones aptas a día de hoy para el cruce de trenes.

- Cuevas: estación situada en el PK 55.3, apeadero en origen, en la década de 1930 se transformó en estación para aumentar la capacidad de la línea. Consta de un edificio de viajeros de una sola planta con un edificio independiente para los urinarios y un pequeño muelle de mercancías. Los tres edificios están totalmente ruinosos en la actualidad.

- Villarino: apeadero situado en el PK 58.

- Rabanal: apeadero en servicio hasta 1968 servía las poblaciones lacianiegas de Rabanal de Arriba y Rabanal de Abajo.

- San Miguel-Villager: apeadero inaugurado en 1968 con la variante del Embalse de Las Rozas. Se construyó a las afueras de Villablino con el objetivo de servir a Villager de Laciana y el barrio de San Miguel de Laciana.

- Villablino: en esta estación confluían la propia línea principal y los ramales de Caboalles y Villaseca, si bien este último se puede considerar una prolongación natural de la línea desde Ponferrada. Disponía de una amplia playa de vías, ahora algo más reducida, y se conserva el triángulo para la inversión de la marcha de las locomotoras. Con el cierre de las instalaciones de Ponferrada se construyeron en la estación nuevas instalaciones; un nuevo depósito de locomotoras y un nuevo lavadero, situado en la salida hacia Villaseca.

### Variantes
- Variante del Embalse de Bárcena: inaugurada en octubre de 1960 implicó el aumento en dos kilómetros de la longitud de la línea, que da un gran rodeo al pueblo de Cubillos del Sil para ganar altura. Supuso el abandono del túnel de 400 que daba acceso al propio valle del Sil y la aparición de tres nuevos túneles, el primero (204 metros de longitud) y el segundo ( de 710 metros) entre la estación de Cubillos y Pradilla, y un tercero de 1,1 km entre este apeadero y el de Santa Marina. A la salida de este último túnel se tuvo que construir el viaducto de Cantarín (177 metros) sobre la cola del Embalse y unos metros más adelante otro viaducto similar, denominado "Moirán", sobre un arroyo afluente del Sil (149 metros).

- Variante del Embalse de Ondinas: inaugurada en noviembre de 1962 supuso la construcción de un nuevo túnel de 774 metros de longitud, al quedar la plataforma original anegada por las aguas del pantano. Se encuentra en el PK 45 de la traza actual.

- Variante del Embalse de Las Rozas: inaugurada en 1968, supuso el abandono del trazado antiguo paralelo al Sil. Se perforó un túnel de 2,8 km y se construyeron dos puentes; uno poco antes de la entrada del túnel sobre el Sil, y otro nada más salir del túnel y sobre la cola del Embalse de las Rozas en el punto donde se reciben las aguas del valle de Caboalles. Conllevó la desaparición del apeadero de Rabanal.

### Ramales
Ser un ferrocarril básicamente industrial implicaba el acceso directo de las vías a las zonas de producción y consumo del mineral. Por ello se hizo necesaria la construcción de cuatro ramales:
- Ramal de Compostilla I: construido por Endesa en la década de 1940 para abastecer directamente a la Central Térmica de Compostilla I, tenía una longitud de 3,5 km. Fue desmantelado cuando se cerró dicha central en torno a 1976. La traza es todavía visible en algunos puntos y ha servido de base para calles en las inmediaciones de la iglesia de Columbrianos. En algunas propuestas de recuperar con carácter turístico el acceso del ferrocarril a Ponferrada se plantea el uso de parte o totalidad de la explanación de este ramal, por finalizar en los aledaños del Museo Nacional de la Energía.

- Ramal de Compostilla II: construido al final de la década de 1960, con una longitud de 2 km comunica la estación de Cubillos con el parque de carbones de la Central Térmica de Compostilla II. Sigue estando abierto al fráfico, pero debido a la crisis minera, al igual que el resto del ferrocarril se encuentra sin tráficos desde octubre de 2012.

- Ramal de Caboalles: puesto en servicio en 1921 fue levantado en 1995 para la construcción de la Vía Verde de Laciana. Tenía una longitud de 8,3 km finalizando en el Pozo Paulina a través del valle del Río Caboalles, afluente del Sil. Contaba con los cargaderos de Villager-Calderón (PK 3,1), Orallo (4,1), María (4,5), Caboalles (5,1), Manolo IV (6), Mariano Sánchez (7,1) y el de Paulina-Chastra ubicado en el final del ramal. En este último cargadero había instalaciones de carga de la empresa Hullas del Coto Cortés, que extraía mineral en la cuenca asturiana de Cerredo, y que en 2009 se fusionó con MSP para conformar CMC.

- Ramal de Villaseca: puesto en servicio el mismo año que el ferrocarril, tiene de 7 km de longitud y comunicaba la estación de Villablino con las explotaciones de Villaseca de Laciana, Lumajo y Carrasconte. Sigue en todo momento el cauce del Sil, que atraviesa en cuatro ocasiones mediante sendos puentes. Tenía tres cargaderos, el de Sosas en el PK 1,5, el de Arias a la altura del PK 5,4 y el de Villaseca en el final del ramal en el PK 7. Este ramal conservó las vías hasta 2017, cuando fue levantado para aprovechar su traza para una ruta peatonal incluida dentro del programa Caminos Naturales y a pesar de la oposición de movimientos en favor de su conservación como parte del patrimonio industrial de Laciana.[3][4]

## Tracción

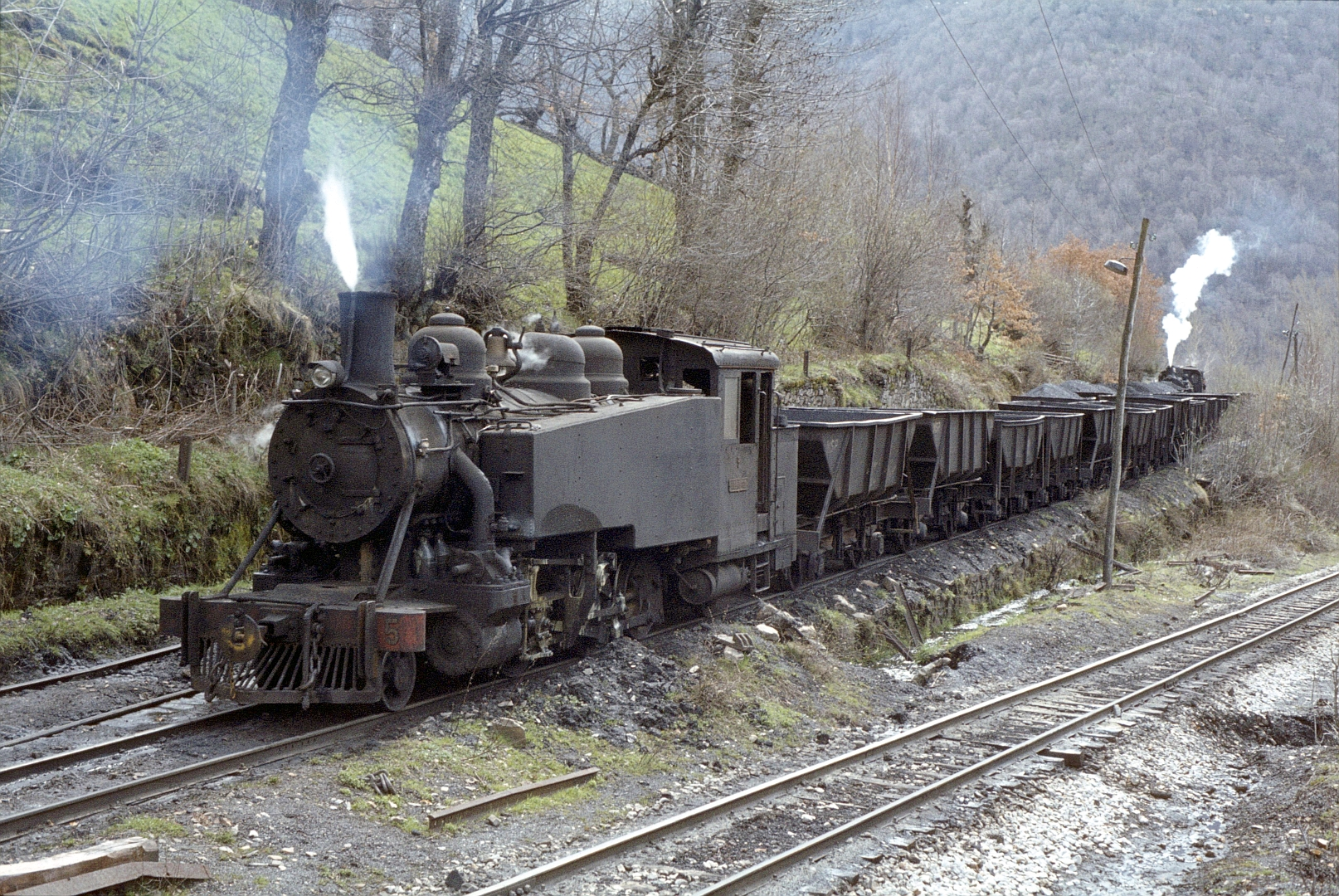

### Locomotoras de vapor
- Borsig .- Este ferrocarril tuvo 4 locomotoras de rodaje 130T del fabricante alemán mencionado, 3 de ellas alquiladas entre 1918 y 1920 y una en propiedad comprada en 1930 renombrada PV 21, procedentes todas del ferrocarril de Villaodrid a Ribadeo de la SMV (Sociedad Minera Villaodrid).

- Baldwin: 1-10
- Krauss/Engerth: 11-19 y 31. Las locomotoras PV19 y PV31 se encuentran en el Museo del Ferrocarril de Ponferrada a la espera de poder ser utilizadas en el proyecto de tren turístico del Sil. La PV12 se encuentra en el Museo Vasco del Ferrocarril (numerada como FV50), usada para trenes históricos entre la sede del Museo en Azpeitia y la estación de Lasao.
- Tubize: 41 y 42

### Locomotoras diésel
- Krupp: llegadas en 1981 y numeradas como 601 y 602 fueron el primer material diésel del ferrocarril. Locomotoras diésel hidráulicas fueron construidos por la alemana Krupp y adquiridas de ocasión a la Empresa Nacional Calvo Sotelo. Su escasa potencia no las hacía propicias para remolcar trenes de línea, que sólo hacían esporádicamente, y estaban destinadas principalmente en los ramales de Villablino, Compostilla II y las instalaciones de Ponferrada. Con la simplificación de la explotación fueron retiradas paulatinamente del servicio. La 602 prestó servicio de maniobras en el taller de Villablino hasta 2004. En la primavera de 2018 fueron desguazadas.

- Macosa/General Motors: llegadas en 1981 fueron construidas en Valencia por MACOSA con licencia de General Motors. Numeradas de 1001 a 1004 en ellas ha recaído la tracción en los peores años de la línea cuando la infraestructura estaba muy deteriorada. En octubre de 2017 fueron vendidas dos locomotoras, conservándose en el ferrocarril las numeradas como 1003 y 1004, siendo esta últiima usada desde finales de 2009 en diversos viajes de exploración entre Villablino y Palacios del Sil.

- Alco: numeradas de 1005 a 1008 llegaron de forma escalonada entre 1997 y 2001. Construidas por ALCO y llegadas a España como fruto de los créditos blandos al régimen franquista, fueron adquiridas de ocasión a Renfe, y adaptadas a la vía métrica en los talleres de Villaverde Bajo, en Madrid. En octubre de 2017 fueron vendidas dos locomotoras, y continúan en el ferrocarril las numeradas como 1006 y 1007, esta última en estado de marcha y ya ha realizado viajes entre Villablino y Cuevas del Sil desde finales de 2019.